# 科迪纳尔
科迪纳尔（Kodinar），是印度古吉拉特邦Junagadh县的一个城镇。总人口32606（2001年）。

## 人口
该地2001年总人口32606人，其中男性16871人，女性15735人；0—6岁人口4825人，其中男2510人，女2315人；识字率66.55%，其中男性为73.93%，女性为58.64%。